# اسپروس پاین (کارولینای شمالی)
اسپروس پاین (به انگلیسی: Spruce Pine) شهری در ایالت کارولینای شمالی کشور ایالات متحده آمریکا است که جمعیت آن در سرشماری سال ۲۰۱۰ میلادی، ۲٬۱۷۵ نفر بوده‌است.